# Notharctidae
Notharctidae – wymarła rodzina wczesnych ssaków naczelnych. Są przeważnie klasyfikowane w grupie lemurowych (Strepsirrhini), obejmującej lemurokształtne, palczakowate, lorisowate oraz galagowate. Opisany w 2009 roku gatunek Darwinius masillae, zaliczony do Notharctidae, został uznany za bliższy kladowi wyższych naczelnych (Haplorrhini) niż Strepsirrhini – możliwe że Notharctidae jest ogniwem ewolucyjnym łączącym obie te grupy. Spośród przeanalizowanych trzydziestu cech morfologicznych i anatomicznych, używanych powszechnie do odróżniania przedstawicieli Strepsirrhini i Haplorrhini, wszystkie synapomorfie, determinujące przynależność do którejś z tych grup, łączą Darwinius oraz innych przedstawicieli Adapoidea raczej z Haplorrhini niż Strepsirrhini. Zaliczenie Adapoidea do Haplorrhini – podobnie jak wyraków – pomaga wyjaśnić, dlaczego wcześni przedstawiciele obu tych grup byli do siebie bardzo podobni, a przez to często myleni.

## Systematyka
Do rodziny Notharctidae należą następujące podrodziny wraz z rodzajami:
- Asiadapinae Rose, Rana, Sahni, Kumar, Missiaen, Singh & T. Smith, 2009
  - Asiadapis Rose, Rana, Sahni & T. Smith, 2007
  - Marcgodinotius Bajpai, Kapur, Thewissen, Das, Tiwari, Sharma & Saravanan, 2005
- Cercamoniinae Gingerich, 1975
  - Afradapis Seiffert, Perry, Simons & Boyer, 2009
  - Aframonius Simons, Rasmussen & Gingerich, 1995
  - Agerinia Crusafont i Pairó & Golpe-Posse, 1975
  - Anchomomys Stehlin, 1916
  - Barnesia Thalmann, 1994
  - Buxella Godinot, 1988
  - Caenopithecus Rütimeyer, 1862
  - Darwinius Franzen, Gingerich, Habersetzer, Hurum, Koenigswald & B.H. Smith, 2009
  - Donrussellia Szalay, 1976
  - Europolemur Weigelt, 1933
  - Godinotia Franzen, 2000:300
  - Mahgarita J.A. Wilson & Szalay, 1977
  - Masradapis Seiffert, Boyer, Fleagle, Gunnell, Heesy, Perry & Sallam, 2018
  - Mazateronodon Marigó, Minwer-Barakat & Moyà-Solà, 2010
  - Mescalerolemur Kirk & B.A. Williams, 2011
  - Namadapis Godinot, Senut & Pickford, 2018
  - Nievesia Marigó, Minwer-Barakat & Moyà-Solà, 2013
  - Panobius Russell & Gingerich, 1987
  - Periconodon Stehlin, 1916
  - Pronycticebus G. Grandidier, 1904
  - Protoadapis Lemoine, 1878
- Notharctinae Trouessart, 1879
  - Cantius Simons, 1962
  - Copelemur Gingerich & Simons, 1977
  - Hesperolemur Gunnell, 1995
  - Megaceralemur P. Robinson, 2018
  - Notharctus Leidy, 1870
  - Pelycodus Cope, 1875
  - Pinolophus P. Robinson, 2018
  - Smilodectes Wortman, 1903